# Troglavi gnjatni mišić
Troglavi gnjatni mišić (lat. musculus triceps surae) naziv je za mišiće stražnje strane potkoljenice: trbušasti mišić lista (lat. musculus gastrocnemius) i široki listoliki mišić (lat. musculus soleus) zajedno. 
Oba mišića imaju isto hvatište (petna kost) i oblikuju stražnju stranu potkoljenice, a inervira ih potkoljenični živac lat. nervus tibialis. 